# نردبان یعقوب

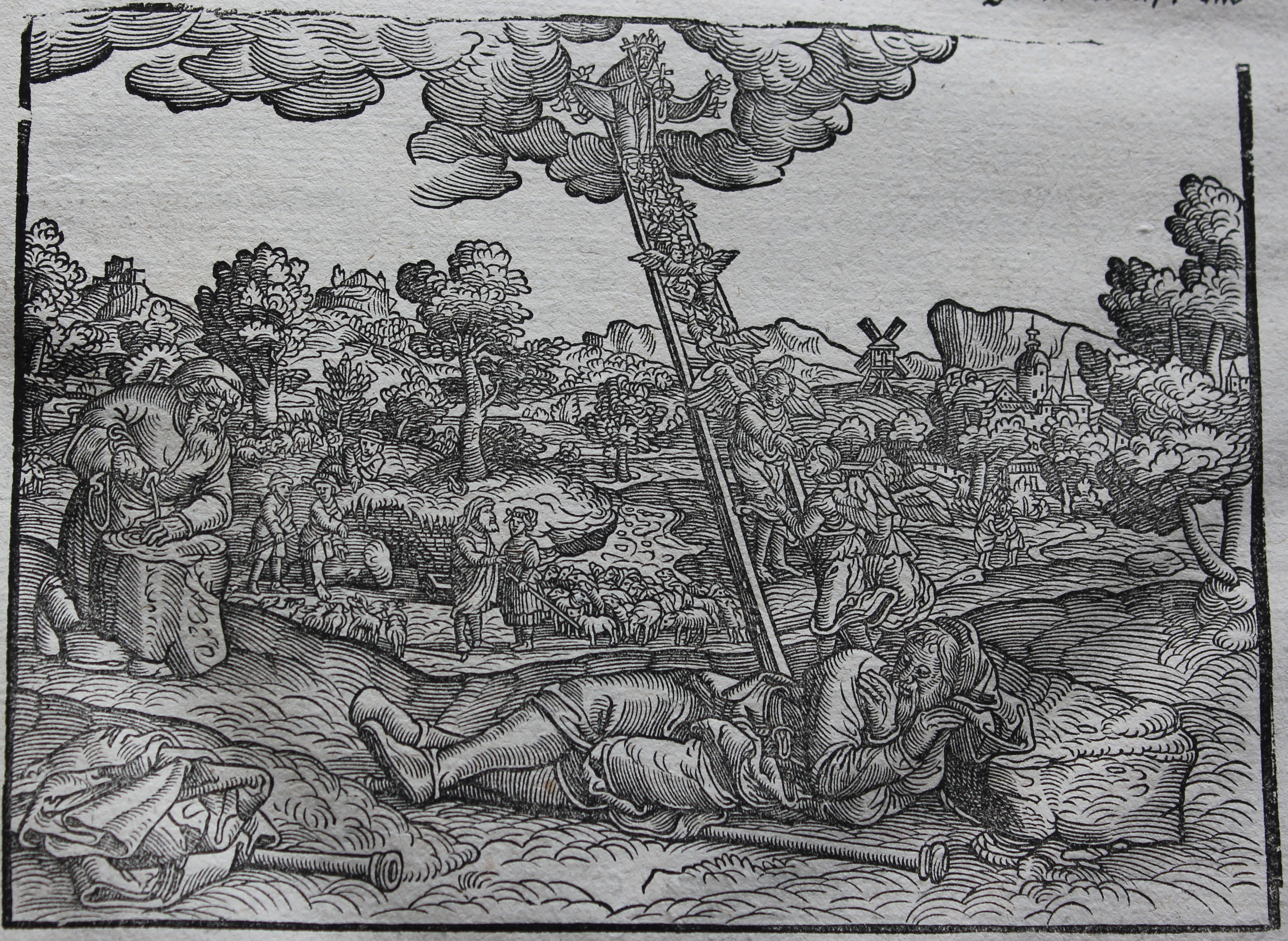
تصویری خیالی از نردبان یعقوب در کتاب‌های مقدس لوتر (نسخه‌های ۱۵۳۴ و ۱۵۴۵)

بر اساس سِفر پیدایش، نردبان یعقوب نردبانی است که از زمین به عرش می‌رسید و یعقوب پیامبر آن را در جریان گریز از برادر دوقلویش عیسو در خواب دید. او دید که فرشتگان از آن نردبان بالا و پایین می‌روند و در انتهایی بالایی نردبان یهوه را دید که به نوادگان یعقوب قول مالکیت سرزمین کنعان را داد. یعقوب محلی که در آن خواب دیده بود را «بیت‌ئیل» نامید که به معنای «خانه خدا» است.
متن‌شناسان شک دارند که در این متن، منظور نردبان است یا پله، تپه یا زیگورات.
در کابالا این نردبان به معنی گذر از چهار دنیا می‌باشد.

## متن
متن پیدایش، فصل ۲۸:
پس اسحاق، یعقوب را روانه کرد و به فدان آرام، نزد لابان بن بتوئیل آرامی، برادر رفقه، مادر یعقوب و عیسو، رفت.
و اما عیسو چون دید که اسحاق یعقوب را برکت داده، او را به فدان آرام روانه کرد تا از آنجا زنی برای خود بگیرد، و در حین برکت دادن به وی امر کرده، گفته بود که «زنی از دختران کنعان مگیر،»
و اینکه یعقوب، پدر و مادر خود رااطاعت نموده، به فدان آرام رفت،
و چون عیسو دید که دختران کنعان در نظر پدرش، اسحاق، بَدَند،
پس عیسو نزد اسماعیل رفت، و مَحلَت، دختر اسماعیل بن ابراهیم را که خواهر نبایوت بود، علاوه بر زنانی که داشت، به زنی گرفت.
و اما یعقوب، از بِئرشَبَع روانه شده، بسوی حران رفت.
و به موضعی نزول کرده، در آنجا شب را بسر برد، زیرا که آفتاب غروب کرده بود و یکی از سنگهای آنجا را گرفته، زیر سر خود نهاد و در همان‌جا خوابید.
و خوابی دید که ناگاه نردبانی بر زمین برپا شده، که سرش به آسمان می‌رسد، و اینک فرشتگان خدا بر آن صعود و نزول می‌کنند.
در حال، خداوند بر سر آن ایستاده، می‌گوید: «من هستم یهوه، خدای پدرت ابراهیم، و خدای اسحاق. این زمینی را که تو بر آن خفته‌ای به تو و به ذریت تو می‌بخشم.
و ذریت تو مانند غبار زمین خواهند شد، و به مغرب و مشرق و شمال و جنوب منتشر خواهی شد، و از تو و از نسل تو جمیع قبایل زمین برکت خواهند یافت.
و اینک من با تو هستم، و تو را در هر جایی که رَوی، محافظت فرمایم تا تو را بدین زمین بازآورم، زیرا که تا آنچه را به تو گفته‌ام، بجا نیاورم، تو را رها نخواهم کرد.»
پس یعقوب از خواب بیدار شد و گفت: «البته یهوه در این مکان است و من ندانستم.»
پس ترسان شده، گفت: «این چه مکان ترسناکی است! این نیست جز خانهٔ خدا و این است دروازهٔ آسمان.»
بامدادان یعقوب برخاست و آن سنگی را که زیر سر خود نهاده بود، گرفت و چون ستونی برپا داشت و روغن بر سرش ریخت.
و آن موضع را بیت‌ئیل نامید، لکن نام آن شهر اولا لوز بود.